# Thomas Carrigan
Thomas Carrigan, conosciuto anche come Thomas J. Carrigan (Lapeer, 13 aprile 1886 – Lapeer, 2 ottobre 1941), è stato un attore statunitense.

## Biografia
Nato nel Michigan nel 1886, diventò attore, lavorando per il teatro e avvicinandosi al cinema fin dai primi anni dieci del Novecento. Il suo debutto sullo schermo risale al 1911, in un cortometraggio della Selig, casa produttrice di Chicago per cui girò i suoi primi trenta film fino al 1914. In seguito, passò da una casa all'altra e la sua carriera cinematografica proseguì fino al 1932. In totale, girò di una cinquantina di pellicole.
Fu uno dei mariti della nota attrice Mabel Taliaferro che affiancò nel 1912 in Cinderella, dove Carrigan aveva il ruolo del principe azzurro. I due furono protagonisti anche di Peggy, the Will O' the Wisp, un film del 1917 diretto da Tod Browning.

## Filmografia
- A Novel Experiment, regia di Joseph A. Golden - cortometraggio (1911)
- Montana Anna, regia di Joseph A. Golden - cortometraggio (1911)
- The Visiting Nurse, regia di Joseph A. Golden - cortometraggio (1911)
- Ten Nights in a Bar Room, regia di Francis Boggs - cortometraggio (1911)
- The Mission Worker, regia di Joseph A. Golden - cortometraggio(1911)
- Saved by the Pony Express, regia di Francis Boggs - cortometraggio (1911)
- A Fair Exchange, regia di Joseph A. Golden - cortometraggio (1911)
- A New York Cowboy, regia di Francis Boggs - cortometraggio (1911)
- A Tennessee Love Story, regia di Joseph A. Golden - cortometraggio (1911)
- The Two Orphans, regia di Francis Boggs e di Otis Turner - cortometraggio (1911)
- Told in Colorado, regia di Joseph A. Golden - cortometraggio (1911)
- Why the Sheriff Is a Bachelor, regia di Joseph A. Golden e Tom Mix - cortometraggio (1911)
- Western Hearts, regia di Joseph A. Golden - cortometraggio (1911)
- Getting Married, regia di Colin Campbell - cortometraggio (1911)
- Cinderella, regia di Colin Campbell - cortometraggio (1912)
- Love in the Ghetto, regia di Oscar Eagle - cortometraggio (1913)
- Put to the Test, regia di Hardee Kirkland - cortometraggio (1913)
- The Stolen Face, regia di Oscar Eagle - cortometraggio (1913)
- The Coast of Chance, regia di Oscar Eagle - cortometraggio (1913)
- The Water Rat, regia di Oscar Eagle - cortometraggio (1913)
- The Man in the Street, regia di Oscar Eagle - cortometraggio (1913)
- The Price of the Free, regia di Hardee Kirkland - cortometraggio (1913)
- The Jeweled Slippers, regia di Oscar Eagle - cortometraggio (1913)
- The Wheels of Fate, regia di Oscar Eagle - cortometraggio (1913)
- Around Battle Tree, regia di Oscar Eagle - cortometraggio (1913)
- The Fifth String - cortometraggio (1913)
- The Invisible Government, regia di Oscar Eagle - cortometraggio (1913)
- The Conscience Fund, regia di Francis J. Grandon - cortometraggio (1913)
- Miss 'Arabian Nights', regia di Oscar Eagle - cortometraggio (1913)
- A Modern Vendetta, regia di Oscar Eagle - cortometraggio (1914)
- The Royal Box, regia di Oscar Eagle - cortometraggio (1914)
- A Cry at Midnight, regia di Alexander Hall (1916)
- Rose of the Alley, regia di Charles Horan (1916)
- Dimples, regia di Edgar Jones (1916)
- Lovely Mary, regia di Edgar Jones (1916)
- Peggy, the Will O' the Wisp, regia di Tod Browning (1917)
- Somewhere in America, regia di William C. Dowlan (1917)
- Dust of Desire, regia di Perry N. Vekroff (1919)
- Checkers, regia di Richard Stanton (1919)
- In Walked Mary, regia di George Archainbaud (1920)
- Love's Flame, regia di Carl Gregory (1920)
- The Truth, regia di Lawrence C. Windom (1920)
- The Tiger's Cub, regia di Charles Giblyn (1920)
- Room and Board, regia di Alan Crosland (1921)
- You Can't Fool Your Wife, regia di George Melford (1923)
- Salomy Jane, regia di George Melford (1923)
- Crooked Alley, regia di Robert F. Hill (1923)
- The Making of O'Malley, regia di Lambert Hillyer (1925)
- Ali (Wings), regia di William A. Wellman (1927)
- The Big Broadcast, regia di Frank Tuttle (1932)
- L'aeroporto del deserto (Air Mail), regia di John Ford (1932)
- Afraid to Talk, regia di Edward L. Cahn (1932)

## Spettacoli teatrali
- The Deadlock, di Margaret Turnbull (Broadway, 20 gennaio 1914)
- Mother Carey's Chickens, di Kate Douglas Wiggin e Rachel Crothers (25 settembre 1917)
- The Copperhead di Augustus Thomas (Broadway, 18 febbraio 1918)
- Mongolia, di Conrad Westervelt (Broadway, 26 dicembre 1927)